# Nissanka Malla

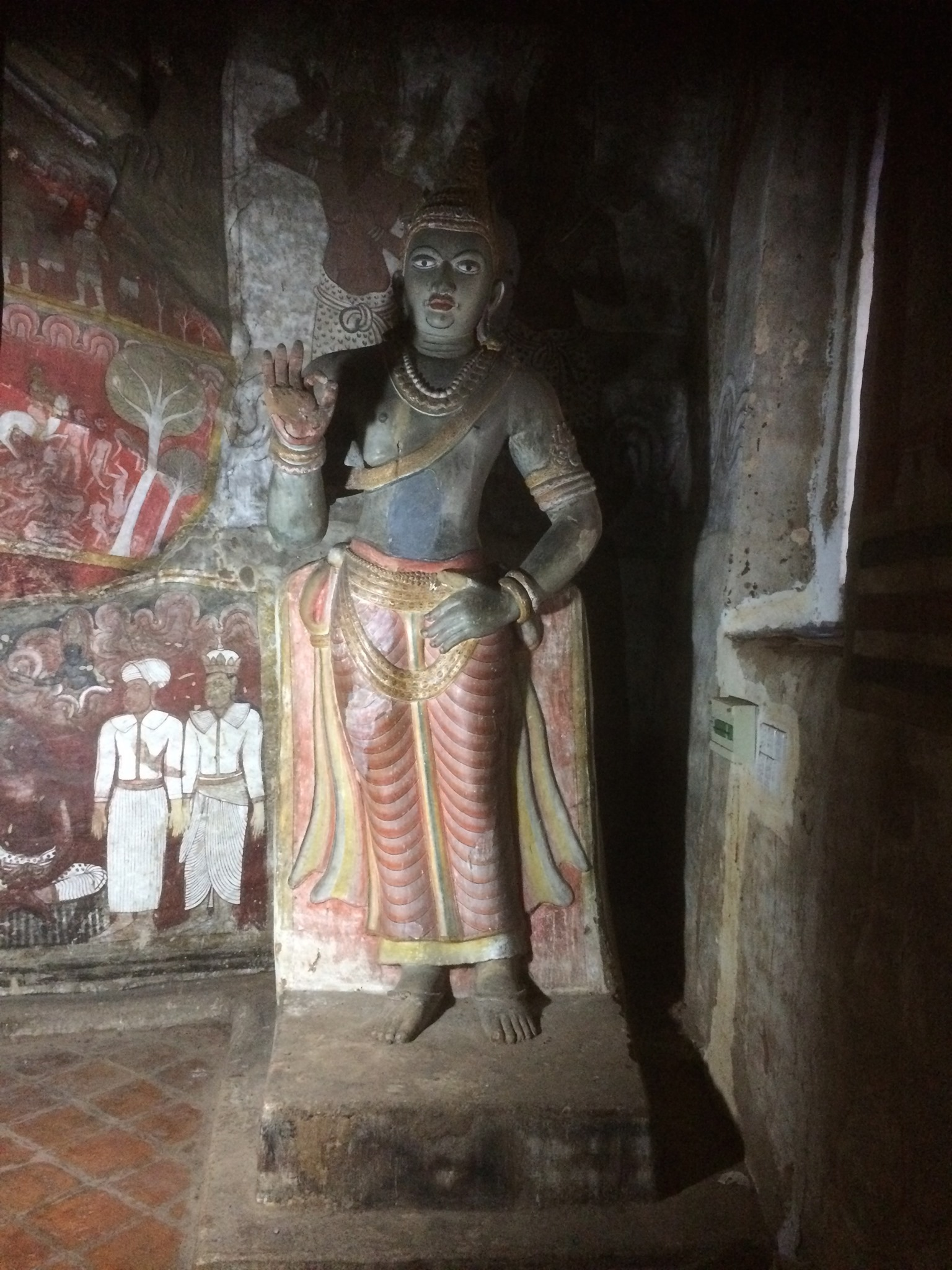
Statue von Nissanka Malla

Nissanka Malla (auch: Kirti Nissanka, Kalinga Lokesvara singhalesisch නිස්සංක මල්ල; geb. 1157/58; gest. 1196) war ein König von Sri Lanka. Seine Herrschaft dauerte von 1187 bis 1196. Seine bekanntesten Leistungen sind Bauten wie Nissanka Lata Mandapaya, Hatadage und Rankot Vihara, sowie die Erneuerung von alten Tempeln und Wasserreservoirs.
Nissanka Malla setzte fest, dass nur ein Buddhist das Recht habe die Herrschaft des Landes zu führen, womit er seine Stellung festigte und seinen Anspruch auf die Königswürde begründete. Er gab große Summen aus für zahlreiche Bauprojekte und Renovierungsarbeiten und stellte auch Gelder bereit für einen staatlichen Versuch, Verbrechen zu bekämpfen. Zu mehreren Ländern pflegte er herzliche Beziehungen, eroberte jedoch die Staaten der Pandya und der Chola in Südindien.

## Herkunft
Eine Felsinschrift von Nissanka Malla bei Dambulla erwähnt, dass er aus der Kalinga-Dynastie entstamme und ein Nachkomme von König Vijaya sei. Eine andere Inschrift in Ruwanwelisaya beschreibt ihn als Mitglied der königlichen Familie von Kalinga, aus Sinhapura:

„... kommend von der königlichen Linie der Ikshvaku-Familie war er wie ein Stirnzeichen geworden der königlichen Familie von Kalinga-Herrschern, die in Sinhapura geboren wurden...“

Nissanka Mallas Geburtsjahr wird mit 1157 oder 1158 angegeben. Er war der Sohn von Königin Parvati und von König Jayagopa. Auch diese Information stammt von einer Felsinschrift von Nissanka Malla bei Galpota. Darin wird Jayagopa als herrschender König von Sinhapura bezeichnet. Nissanka Malla hatte zwei Frauen: Kalinga Subadradevi und Gangavamsa Kalyanamahadevi. Außerdem war er der Schwiegersohn oder Neffe von Parākramabāhu I.

## Herrschaft
Nissanka Malla kam auf Einladung von Vijayabâhu II, dem Nachfolger von Parākramabāhu I (dem Großen), nach  Sri Lanka und wurde zum Aepa (Unter-König) von Vijayabâhu ernannt. Vijayabâhu wurde von Mahinda VI aus dem Haus Kalinga getötet. Mahinda VI regierte nur fünf Tage bevor ihn im Ausgleich Nissanka Malla tötete und selbst den Thron bestieg (1187).
Durch seinen Anspruch, ein Nachkomme von Vijaya zu sein, dem ersten König von Sri Lanka, rechtfertigte Nissanka Malla seinen Anspruch auf den Thron. Er sicherte seine Position weiter durch einen Erlass, dass der Herrscher von Sri Lanka ein Buddhist sein müsse. Seine Felsinschrift bei Galpota beschreibt diese Vorschrift. Sie lautet in etwa: „nicht-Buddhisten sollen nicht in die Herrschaft gesetzt werden in Sri Lanka, wo die Kalinga-Dynasti den rechtmäßigen Erben stellt.“.
In den Felsinschriften wird er als „Quelle des Wissens“, „Beschützer der Erde“ und „Lampe, die die ganze Welt erleuchtet hat“ bezeichnet.

### Wirtschaft
Schwere Steuern, die Parākramabāhu I. eingeführt hatte, wurden von Nissanka Malla zum großen Teil aufgehoben. Er gab Geld, Gold, Rinder, Land und andere Wertgegenstände für das Volk, um „Diebstahl zu vermindern“, da er glaubte, dass Diebstahl ein Resultat der hohen Steuern und Unterdrückung sei. Er versuchte jedoch gleichzeitig die Bauwerke, die Parākramabāhu I. errichtet hatte mit eigenen Bauwerken zu übertrumpfen, was fast zum Bankrott des Königreiches führte.

### Internationale Beziehungen
Nissanka Malla unterhielt Beziehungen zu „Ramanna“ (Burma) und es heißt, dass er auch zu so abgelegenen Ländern wie Kambodscha Kontakt gepflegt habe. Rameswaram von Südindien, welches während der Herrschaft von Parākramabāhu I. unter die Gewalt von Sri Lanka gekommen war, gehörte auch unter der Herrschaft von Nissanka Malla noch zum Königreich von Sri Lanka. Nissanka Malla erneuerte einen Tempel in Rameswaram und benannte ihn Nissankesvara. Darüber hinaus eroberte er die Staaten der Pandya und der Chola in Südindien.

## Bauwerke

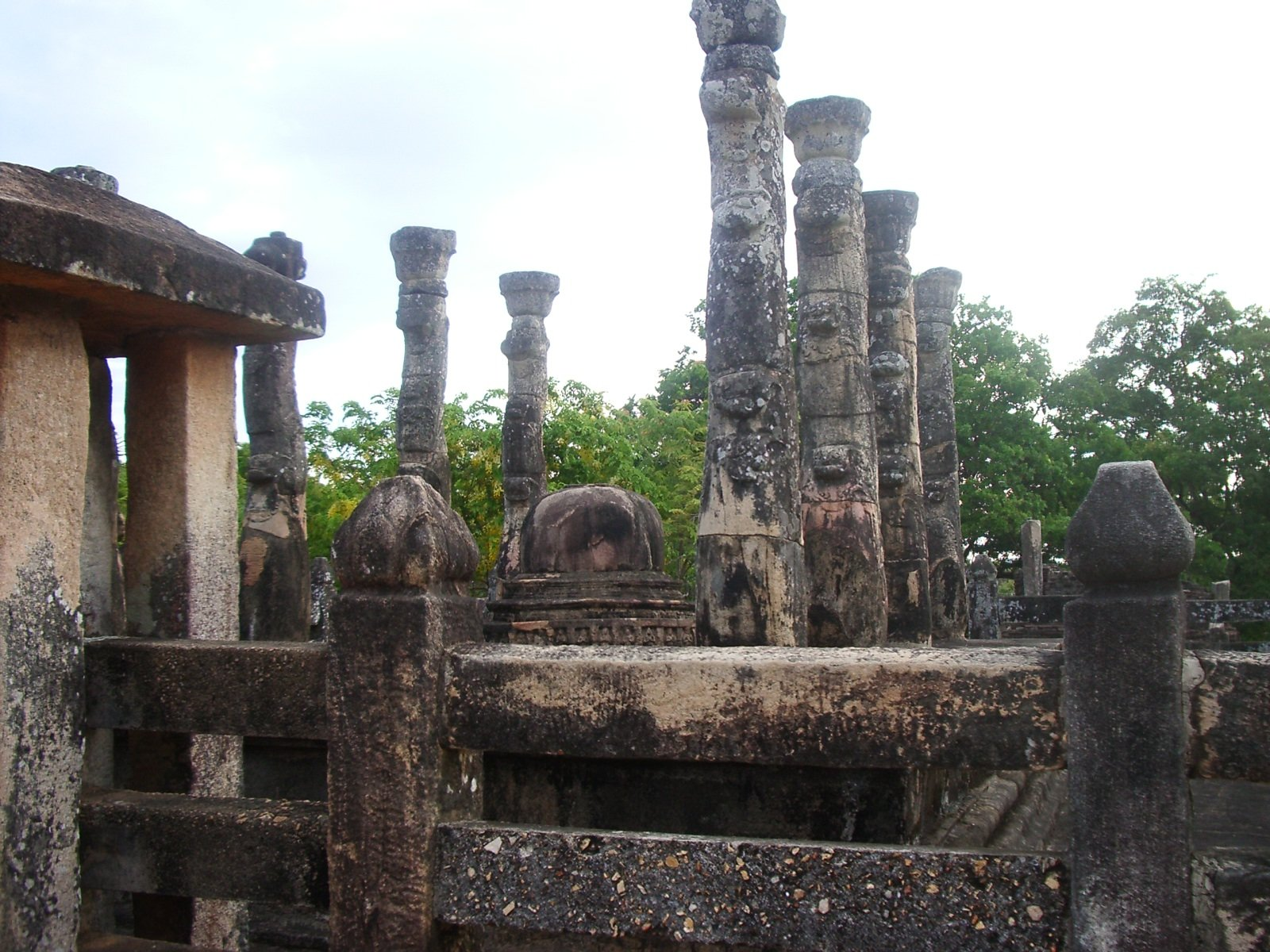
Nissanka Lata Mandapaya, ein Bauwerk von Nissanka Malla.

Das Nissanka Latha Mandapaya ist ein einzigartiges Gebäude. Heute stehen noch 8 Granit-Säulen, die früher ein Dach trugen. Die Säulen haben die Form von Lotos-Stielen mit knospenden Lotosblüten an den Spitzen. Sie stehen auf einer Plattform.
Das Hatadage ist ein weiteres Bauwerk von Nissanka Malla. Dieses Gebäude diente der Aufbewahrung der Zahnreliquie des Buddha. Das Rankot Vihara, die viert-größte Stupa in Sri Lanka, wurde ebenfalls von Nissanka Malla erbaut.
Ausgiebige Renovierungsarbeiten wurden am Dambulla-Höhlentempel (Dam̆būlū Len Vihāraya, Tampuḷḷai Poṟkōvil) durchgeführt. Eine Felsinschrift verzeichnet, dass Nissanka Malla 7 Lakh (700.000 ?) dafür gegeben habe, während eine andere Felsinschrift nur 1 Lakh aufführt. Das Innere des Tempels wurde vergoldet, ebenso wie 50 Buddha-Statuen. Das brachte dem Tempel den Namen Ran Giri – Goldener Felsen – ein. In einer dieser Höhlen wurde auch eine Statue von Nissanka Malla errichtet.